# Charles Winninger

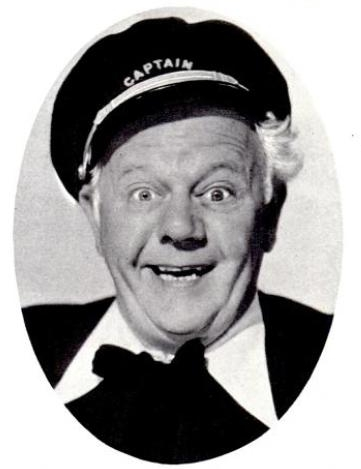
Charles Winninger, 1937.

Charles Winninger, född 26 maj 1884 i Athens, Wisconsin, död 27 januari 1969 i Palm Springs, Kalifornien, var en amerikansk skådespelare. Han började sin karriär som vaudevilleskådespelare. Från 1930-talet var han en flitigt anlitad karaktärsskådespelare i Hollywoodfilm och medverkade mest i komedier och musikaler.
Winninger har en stjärna på Hollywood Walk of Fame för insatser inom radio vid adressen 6333 Hollywood Blvd. Han var känd för sin karaktär kapten Henry i radioprogrammet Showboat Hour.

## Filmografi, urval
- 1936 – Flickorna gör slag i saken
- 1937 – Ingenting är heligt
- 1938 – Kjol- och rackartyg
- 1939 – Envis som synden
- 1939 – Vi charmörer
- 1939 – Ingen ängel
- 1941 – Ziegfeldflickan
- 1945 – Vår i luften
- 1947 – En flicka med melodi